# Amarcord (singolo Mameli)
Amarcord è un singolo del cantautore italiano Mameli, pubblicato il 6 novembre 2020 come quarto estratto dal primo album in studio omonimo.

## Descrizione
Il brano, scritto dallo stesso cantautore, il quale ha anche curato la produzione con Granato.

## Video musicale
Il video musicale, diretto da Giulio Caruso e Dario Torrisi, è stato pubblicato 30 novembre 2020 attraverso il canale YouTube del cantautore.

## Tracce
Testi e musiche di Mario Castiglione.
1. Amarcord – 3:27